# Wenus z Ille (nowela)
Wenus z Ille – fantastyczna nowela grozy, autorstwa Prospera Mériméego, opublikowana po raz pierwszy w 1837 roku.

## Treść
Akcja toczy się w XIX wieku, gdzieś na granicy francusko-hiszpańskiej. Fabuła rozgrywa się wokół antycznego posągu bogini Wenus, który wśród miejscowych ma opinię przynoszącego pecha. Panuje przekonanie, że tych co się zetkną z figurą, spotyka nieszczęście. Jednak właściciel rzeźby, miejscowy karczmarz, wielbiciel i znawca antyku, niewiele sobie robi ze złej opinii panującej na temat posągu. Z dumą prezentuje swój skarb przybyłemu właśnie do gospody sławnemu archeologowi. Nazajutrz ma się odbyć ślub jedynego syna oberżysty, Alphonse'a, z miejscową panną. Przyszły pan młody dla żartu wkłada pierścień na palec Wenus. Następnego dnia umiera w dziwnych okolicznościach.